# Un buco in fronte
Un buco in fronte è un film del 1968 diretto da Giuseppe Vari.

## Trama
Nella Sierra Paolo c'è un tesoro nascosto e per ritrovarlo, occorre riunire tre carte da gioco sulle quali è disegnata una mappa, ognuna delle quali è posseduta da tre persone diverse: una l'ha il disertore Munguja, la seconda è in mano al bandito Murienda, la terza è posseduta da Garrincha, un altro fuorilegge. Murienda, venuto a conoscenza del fatto che Munguja e la sua banda gli è alle costole per strappargli la carta, chiede aiuto al pistolero Billy Blood e gli dà appuntamento al convento di San Juan. Purtroppo Murienda viene ucciso prima di arrivare a San Juan dove i frati lo seppelliscono. Nella notte, quattro uomini di Munguja riesumano il corpo di Murienda e gli trovano addosso la carta, ma Blood interviene, elimina i banditi e poi costringe il resto della banda a condurlo a Los Cerritos, tana di Munguja. Qui, il pistolero riesce a impossessarsi anche della seconda carta, ma il fuorilegge lo insegue e lo cattura. Riuscito a fuggire, Blood con l'aiuto di due ragazze messicane raggiunge il convento di San Juan, e scopre che Munguja ed i suoi uomini hanno ucciso tutti i frati e hanno trovato il tesoro. Blood affronta i banditi e li uccide, restando infine solo con Munguja del quale potrebbe avere facilmente ragione se non apparisse all'improvviso Garrincha, che ha seguito la vicenda tenendosi nell'ombra.